# Kärlek i Detroit
Kärlek i Detroit är en amerikansk dramafilm från 2012 i regi av Lee Kirk. 

## Handling
Janice (Jenna Fischer) är en vilsen, ung kvinna som inte funnit sin roll i vuxenlivet. Tim (Chris Messina) är en gatuartist som kommer fram till att hans akt som silvermålad jättestaty inte funkar för att betala räkningarna, hans flickvän tröttnar också på att han inte tar tag i sitt liv och lämnar honom. Janice blir vräkt från sin lägenhet och tvingas flytta in hos sin överbeskyddande syster Jill (Malin Åkerman). Jill tvingar Janice att börja träffa den egoistiske Doug som håller motivationskurser i hur man lär sig tala. Janice börjar jobba på ett zoo och träffar där Tim, som också börjat där. Sakta utvecklar de en vänskap och efter ett tag går de ut tillsammans på en träff som blir riktigt lyckad. Jill har dock bestämt sig för att Janice och den självupptagne Doug ska bli ett par, och det är nu hög tid för Janice att sätta ner foten och börja bestämma över sitt eget liv.

## I rollerna
- Jenna Fischer - Janice
- Chris Messina - Tim
- Malin Åkerman - Jill
- Topher Grace - Doug, en självcentrerad motivationstalare
- Lucy Punch - Pauline, Tims exflickvän
- Rich Sommer - Brian, Jills pojkvän